# ناحیه ولی، شهرستان الزورت، کانزاس
ناحیه ولی، شهرستان الزورت، کانزاس (به انگلیسی: Valley Township, Ellsworth County, Kansas) یک سکونتگاه مسکونی در ایالات متحده آمریکا است که در شهرستان الزورت، کانزاس واقع شده‌است.

## خصوصیات
ناحیه ولی ۹۳٫۱۹ کیلومترمربع مساحت و ۵۷۷ نفر جمعیت دارد و ۵۵۷ متر بالاتر از سطح دریا واقع شده‌است.